# Seyid Shushinski
Seyid Shushinski (en azerí:  Seyid Şuşinski) fue el famoso cantante de mugam y de música tradicional de Azerbaiyán.

## Biografía
Seyid Shushinski nació el 12 de abril de 1889 en Horadiz, Füzuli. Él obtuvo los secretos de arte vocal de su primer profesor, Mir Mohsun Navvab. Su siguiente profesor fue Jabbar Garyaghdioglu, el destacado cantante de mugam.
En 1908 Shushinski hizo su primera aparición en Şuşa, que resultó ser un gran éxito. La poesía de Hafez de Shiraz, Fuzûlî, Seyid Azim Shirvani, Husein Yavid y Mirza Alakbar Sabir desempeñó un papel importante en la creatividad del cantante. Seyid Shushinski fue el primer cantante que interpretó los poemas por motivos sociales y políticos.
Entre 1926 y 1933 enseñó en la Academia de Música de Bakú. En los años 1939-1960 Seyid Shushinski fue el solista de la Filarmónica Estatal de Azerbaiyán. En sus últimos años trabajó en el Teatro de Ópera y Ballet Académico Estatal de Azerbaiyán.
Seyid Shushinski murió el 1 de noviembre de 1965 en Bakú y  fue enterrado en  el Callejón de Honor.

## Premios y títulos
- Artista de Honor de la RSS de Azerbaiyán (1943)
- Artista del Pueblo de la RSS de Azerbaiyán (1956)
- Orden de la Insignia de Honor (1959)